# Стимильяно

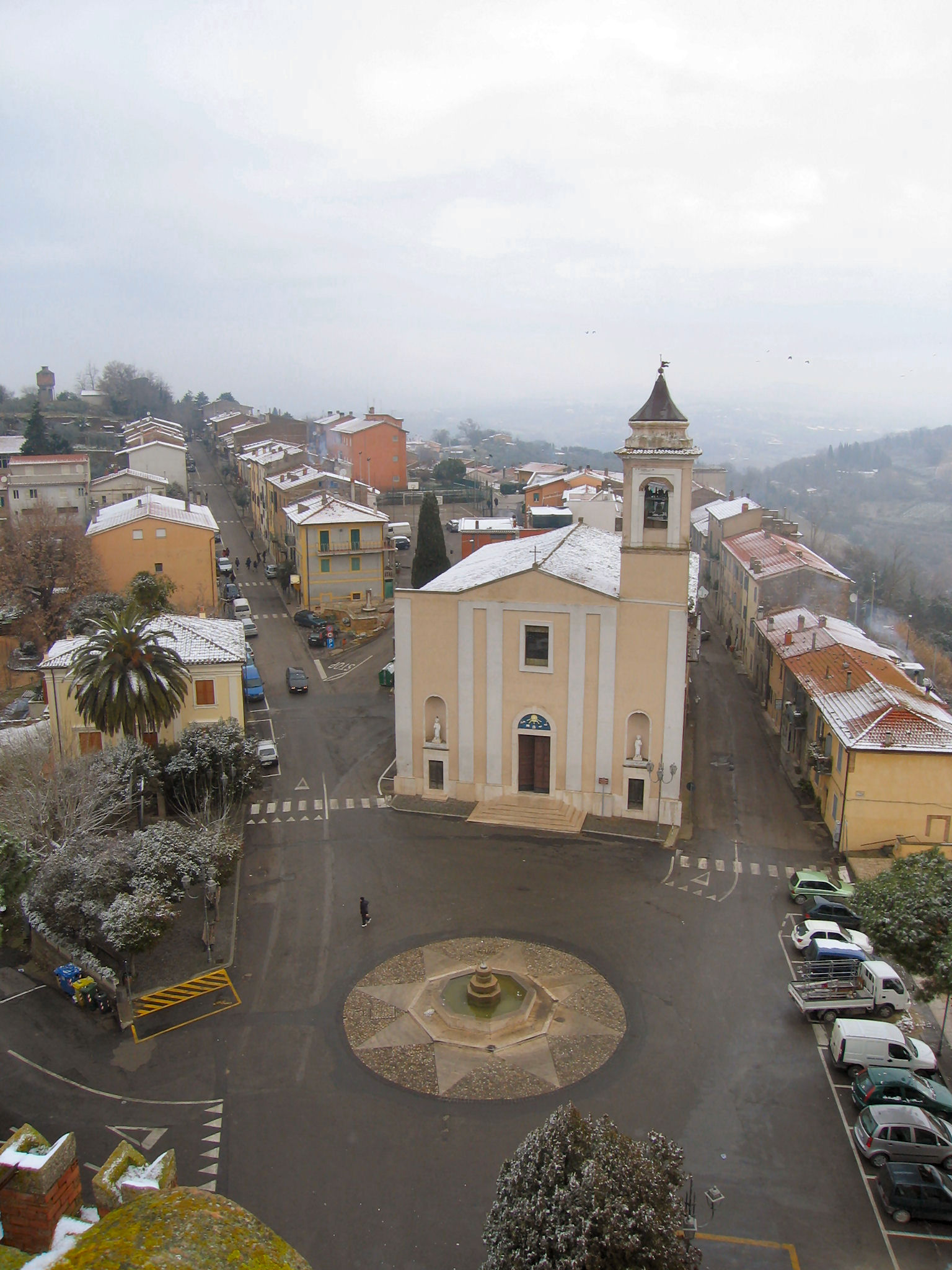
Храм свв.Космы и Дамиана

Стимильяно (итал. Stimigliano) — коммуна в Италии, располагается в регионе Лацио, в провинции Риети.
Население составляет 2097 человек (2008 г.), плотность населения составляет 184 чел./км². Занимает площадь 11 км². Почтовый индекс — 2048. Телефонный код — 0765.
Покровителями коммуны почитается святые бессеребренники Косма и Дамиан, празднование 27 сентября.

## Демография
Динамика населения:

## Администрация коммуны
- Официальный сайт: